# حميد بك قبانجي
حميد بك قبانجي (بالتركية: Hamit Kapancı)‏ (ولدَ في 1878، رودس - توفي في 9 يونيو 1928) هو سياسي عثماني، تولى منصب عضو البرلمان التركي.

## مناصبه
تولى المناصب التالية:
- عضو في البرلمان التركي (23 أبريل 1920–21 أكتوبر 1920)